# بسام الصرارفي
بسام الصرارفي ولد في 25 يونيو 1997 في تونس العاصمة، هو لاعب كرة القدم تونسي، يلعب في مركز الوسط وجناح أيمن مع نادي نيس الفرنسي.

## السيرة الذاتية

### المسيرة مع النوادي
في 31 يناير 2017، انتقل بسام الصرارفي من النادي الأفريقي إلى نادي نيس الفرنسي، وذلك حتى 2021 بفضل موافقة الجامعة التونسية لكرة القدم. مبلغ الانتقال كان 3.6 مليون دينار تونسي أي ما يساوي 1.5 مليون يورو. 

بدأ مشواره في الدوري الفرنسي الدرجة الأولى بمناسبة مباراة ضد نادي مونبلييه في 24 فبراير 2017. 

في 29 نوفمبر، سجل الصرارفي أول أهدافه مع نادي نيس ضد نادي تولوز، وسمح لفريقه الذي كان في حاجة ماسة للنقاط، بالفوز في اللحظات الأخيرة من المباراة. 

أنهى موسمه في البطولة بأربعة أهداف في 26 مباراة. أداءه الجيد جلب أنظار المراقبين، خاصة من نادي أرسنال ونادي ليستر سيتي الإنجليزيين.

### المسيرة مع المنتخب
تم استدعاؤه للمرة الأولى مع منتخب تونس لكرة القدم في 13 مارس 2017 لمباراة ضد مصر في دور المجموعات أثناء تصفيات كأس الأمم الأفريقية لكرة القدم 2019.

## مسيرته الكروية
لعب بسام الصرارفي خلال مسيرته الاحترافية مع 3 أندية في سبعة مواسم وسجل خلالها 10 أهداف ضمن 87 مباراة. حيث فاز في موسم واحد بالكأس ولم يفز بأي دوري.
خاض بسام الصرارفي مسيرته مع النادي الإفريقي في موسم 2015–16 ولمدة موسمين، مشاركًا في 27 مباراة سجل خلالها 6 أهداف. ثم انتقل إلى نادي نيس في موسم 2016–17 ليلعب معه أربعة مواسم، حيث شارك في 56 مباراة سجل خلالها 4 أهداف. لينتقل بعدها إلى نادي زولته فاريجيم في موسم 2019–20 لمدة موسم واحد، مشاركًا في 4 مباريات ولم يسجل أي هدف.

## إحصائيات

### مع النوادي
آخر تحيين: 5 مايو 2018.
| النادي          | الموسم         | الدوري                           | الدوري    | الدوري  | الكأس     | الكأس   | كأس الدوري | كأس الدوري | القاري    | القاري  | أخرى      | أخرى    | المجموع   | المجموع |
| النادي          | الموسم         | القسم                            | المباريات | الأهداف | المباريات | الأهداف | المباريات  | الأهداف    | المباريات | الأهداف | المباريات | الأهداف | المباريات | الأهداف |
| --------------- | -------------- | -------------------------------- | --------- | ------- | --------- | ------- | ---------- | ---------- | --------- | ------- | --------- | ------- | --------- | ------- |
| النادي الإفريقي | 2015–16        | الرابطة التونسية المحترفة الأولى | 17        | 3       | 0         | 0       | —          | —          | 1         | 1       | 0         | 0       | 18        | 4       |
| النادي الإفريقي | 2016–17        | الرابطة التونسية المحترفة الأولى | 9         | 3       | 1         | 1       | —          | —          | 0         | 0       | 0         | 0       | 10        | 4       |
| النادي الإفريقي | المجموع        | المجموع                          | 26        | 6       | 1         | 1       | —          | —          | 1         | 1       | 0         | 0       | 28        | 8       |
| نادي نيس        | 2016–17        | الدوري الفرنسي الدرجة الأولى     | 5         | 0       | —         | —       | —          | —          | —         | —       | 0         | 0       | 5         | 0       |
| نادي نيس        | 2017–18        | الدوري الفرنسي الدرجة الأولى     | 23        | 3       | 1         | 0       | 2          | 0          | 6         | 0       | 0         | 0       | 32        | 3       |
| نادي نيس        | المجموع        | المجموع                          | 28        | 3       | 1         | 0       | 2          | 0          | 6         | 0       | 0         | 0       | 37        | 3       |
| نيس II          | 2016–17        | الدوري الفرنسي الدرجة الثانية    | 2         | 0       | —         | —       | —          | —          | —         | —       | 0         | 0       | 2         | 0       |
| نيس II          | 2017–18        | الدوري الفرنسي الدرجة الثانية    | 2         | 1       | —         | —       | —          | —          | —         | —       | 0         | 0       | 2         | 1       |
| نيس II          | المجموع        | المجموع                          | 4         | 1       | —         | —       | —          | —          | —         | —       | 0         | 0       | 4         | 1       |
| Career المجموع  | Career المجموع | Career المجموع                   | 58        | 10      | 2         | 1       | 2          | 0          | 7         | 1       | 0         | 0       | 69        | 12      |

1. ↑  بما فيهم كأس تونس وكأس فرنسا.
2. ↑  بما فيهم كأس الرابطة الفرنسية.
3. ↑  بما فيهم دوري أبطال أفريقيا وكأس الكونفيدرالية الأفريقية ودوري أبطال أوروبا والدوري الأوروبي.
4. ↑  ظهور واحد في دوري أبطال أفريقيا 2016
5. ↑  هدف واحد في دوري أبطال أفريقيا 2016
6. ↑  ظهورين في دوري أبطال أوروبا 2017–18، وأربع مرات مع الدوري الأوروبي 2017–18

## روابط خارجية
- بسام الصرارفي على موقع الاتحاد الدولي (مؤرشف)  (الإنجليزية)
- بسام الصرارفي على موقع الاتحاد الأوربي (الإنجليزية)
- بسام الصرارفي على موقع رابطة كرة القدم الفرنسية للمحترفين (الإنجليزية)
- بسام الصرارفي على موقع قاعدة بيانات كرة القدم.إي يو (الإنجليزية)
- بسام الصرارفي على موقع ليكيب (الفرنسية)
- بسام الصرارفي على موقع ناشيونال فوتبول تيمز (الإنجليزية)
- بسام الصرارفي على موقع Soccerway.com (الإنجليزية)
- بسام الصرارفي على موقع عالم كرة القدم.نت (الإنجليزية)